# Kloster Doberan
Das Kloster Doberan ist eine ehemalige Zisterzienser-Abtei in Bad Doberan, die nach der Annahme des Christentums durch den Obodritenfürsten Pribislaw als Kloster in Mecklenburg gegründet wurde und sich später zu einem geistlichen, politischen und wirtschaftlichen Zentrum im Land entwickelte. Die Klosterkirche, das Doberaner Münster, zählt zu den bedeutendsten hochgotischen Backsteinbauten in Europa. Das Kloster besaß bis zur Reformation umfangreichen Grundbesitz und war Grablege des Fürstentums Mecklenburg.

## Geschichte

### Beginn in Althof

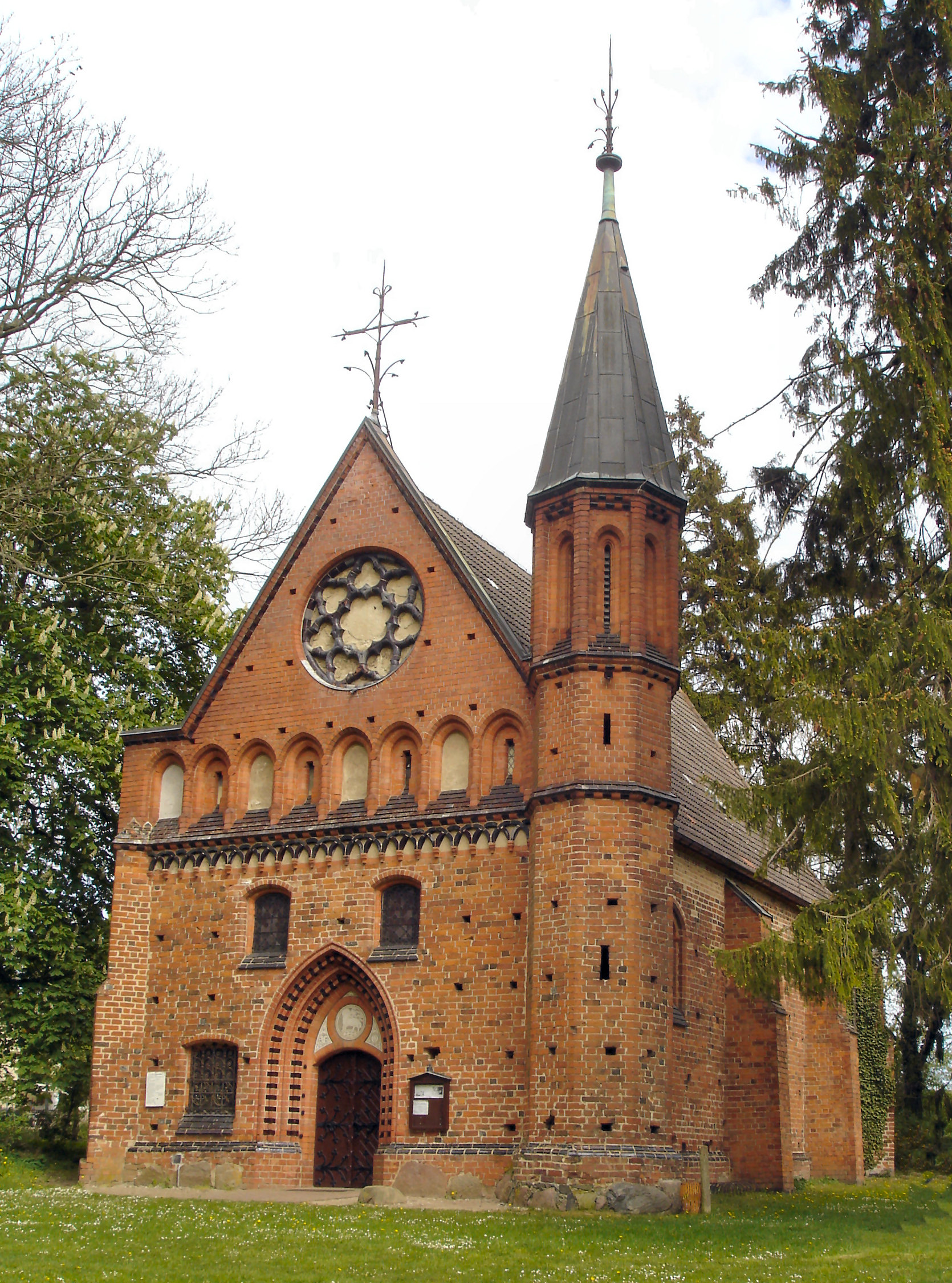
Kapelle Althof

Nach der Niederlage gegen Heinrich den Löwen in der Schlacht bei Verchen 1164 unterwarf sich Fürst Pribislaw 1167 und ließ sich taufen. Eine Bedingung des Siegers war die Verpflichtung, durch den Aufbau von Klöstern den christlichen Glauben im Land zu verbreiten und zu festigen. So musste er dem ersten Schweriner Bischof Berno die Gründung eines Klosters gestatten. Dieser veranlasste die erste Klostergründung in Mecklenburg durch Zisterzienser aus dem Kloster Amelungsborn im Weserbergland. Die Niederlassung erfolgte in Althof oder auch Alt Doberan, einem Dorf in der Nähe des späteren Doberan. Die Zisterzienser waren als Reformorden und wegen ihrer wirtschaftlichen Erfolge prädestiniert für die schwierige Aufgabe, inmitten einer nicht christlichen und damit feindlich gesinnten und unwirtlichen Umgebung ein geistiges und wirtschaftliches Zentrum aufzubauen.
Am 1. März 1171 wurde das Kloster von zwölf Mönchen und dem Abt Conrad bezogen. Die Anzahl der Brüder entsprach dem allgemeinen, auch von den Zisterziensern stets beachteten monastischen Brauch und war die Mindestanzahl für die Bildung eines Konvents, der damit an die biblischen Apostel unter der Führung Christi erinnern sollte. Die Mönche wurden bei der Gründung von 25 Laienbrüdern unterstützt. Das Kloster besaß dank großzügiger Schenkungen bald erheblichen Grundbesitz. Dieser reichte von Rostock im Osten bis Kröpelin im Westen und im Süden teilweise bis Satow.
Schon in Althof wurde das Kloster als Grablege des mecklenburgischen Fürstenhauses genutzt. 1172 wurde Woizlawa, die Gemahlin Pribislaws, dort bestattet. Die heute noch erhaltene Kapelle wurde wahrscheinlich im 14. Jahrhundert über diesem Grab errichtet.
Nachdem Pribislaw am 30. Dezember 1178 nach einem unglücklichen Sturz während eines Turniers in Lüneburg gestorben war, entbrannten neue Kriege und Unruhen in dem gerade christianisierten Land. Während dieser wurde am 10. November 1179 das Kloster verwüstet und alle 78 Einwohner, darunter auch alle Mönche, umgebracht.
In Althof, heute ein Ortsteil von Bad Doberan, stehen noch Reste der alten Klosterscheune. Die Neuansiedlung des Klosters erfolgte 1186 in Doberan.

### Bau der Klosterkirche

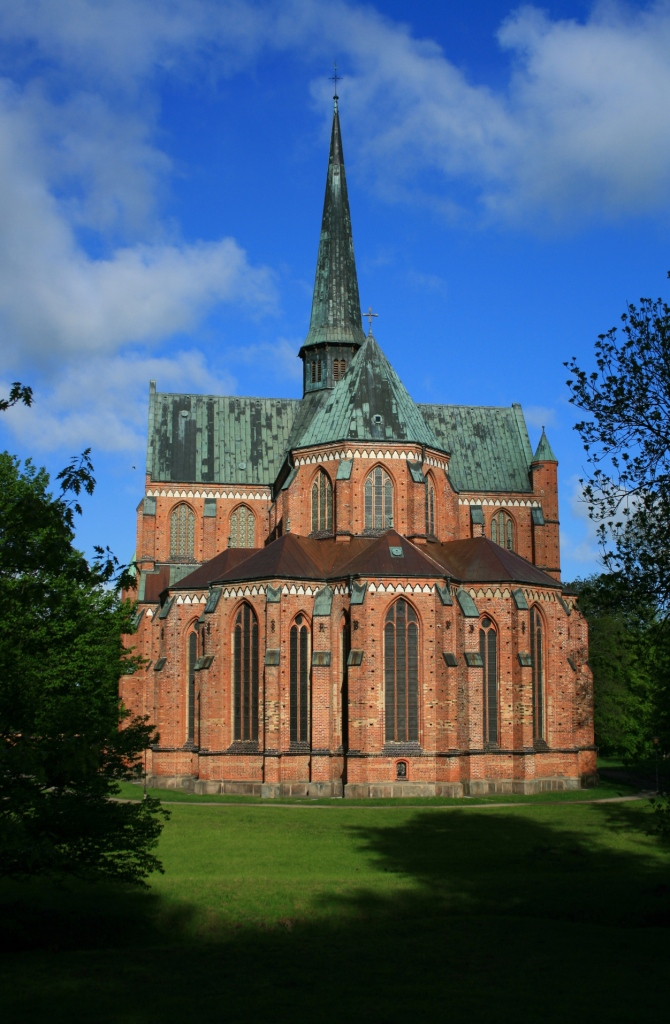
Das Münster in Bad Doberan

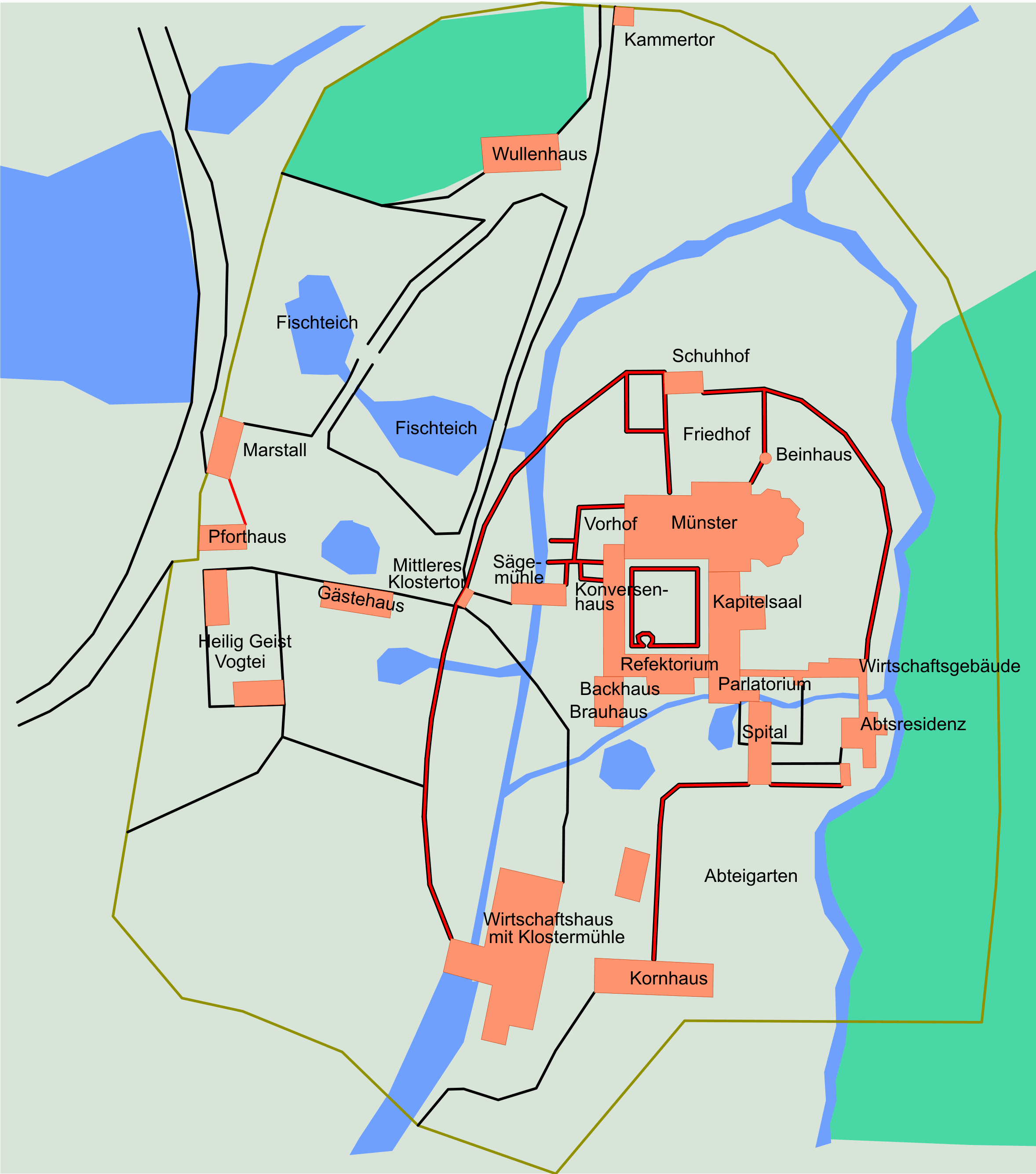
Plan der Klosteranlagen im Mittelalter

Am 3. Oktober 1232 wurde auf dem Gelände des Klosters in Anwesenheit hoher geistlicher und weltlicher Würdenträger eine romanische Kirche geweiht. Die Weihe nahm Bischof Brunward von Schwerin im Beisein des Päpstlichen Legaten Bischof Balduin von Semigallien vor. Durch Blitzschlag wurde am 30. Mai 1291 ein Klostergebäude in Brand gesetzt, das Feuer breitete sich aus und griff auch auf den Dachstuhl der Klosterkirche über. Dieser und die hölzerne Decke wurden dabei zerstört. Eine Reparatur des Schadens wäre sicher möglich gewesen, aber die Bedeutung und die finanziellen Mittel des Klosters waren bereits so bestellt, dass die Mönche einen repräsentativen Neubau beschlossen. Um 1295, unter dem Abt Johann von Dalen, begann der Bau, wobei erhaltene Teile der romanischen Kirche in den neuen Baukörper einbezogen wurden. 1296 waren der Rohbau und das Dachwerk der gotischen Kirche fertiggestellt, 1301 die erste Bronzeglocke unter Abt Johann von Elbing geweiht. Neun Jahre später war die Erstausstattung des Chorraumes fertig, der Hochaltar bereits um 1300. Am 4. Juni 1368 wurde das Münster durch Bischof Friedrich II. von Schwerin, assistiert von Weihbischof Goswinus Grope und den Äbten Engelhard von Amelungsborn und Gottschalk von Doberan, geweiht. Die Klosterkirche war die wichtigste landesfürstliche Grablege im Mittelalter.

### Bedeutung des Klosters
Seit dem 13. Jahrhundert war Doberan ein Wallfahrtsort. Grund dafür war das durch ein Hostienwunder entstandene „Heilige Blut“. Diese Reliquie wurde im Hochaltar des Münsters aufbewahrt.

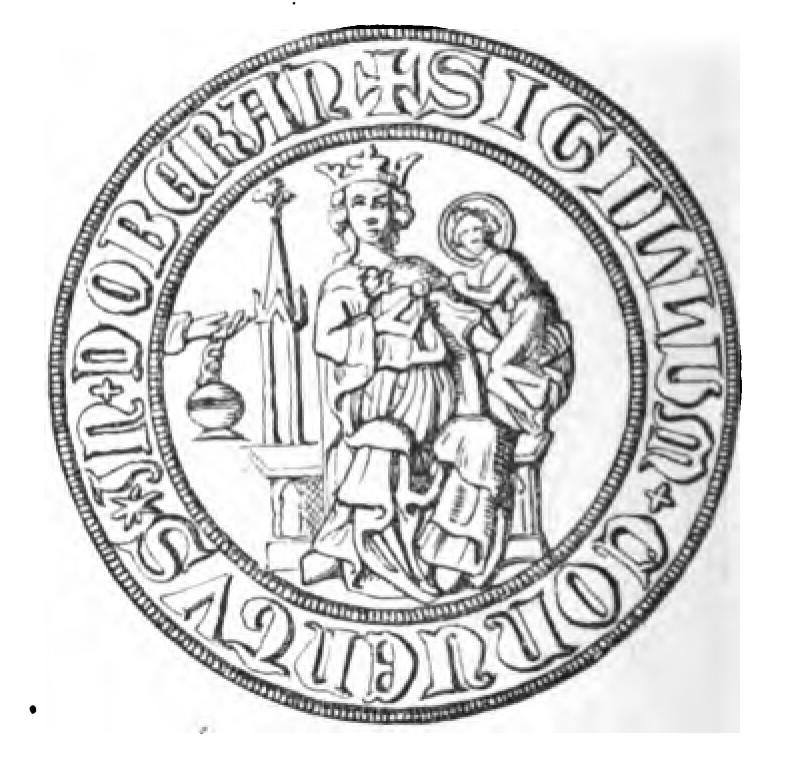
Conventssiegel des Klosters Doberan aus dem Jahr 1337

Im 14. Jahrhundert gab es im Kloster Auseinandersetzungen zwischen sächsischen und wendischen Konversen, die 1336 offen ausbrachen und nach den Gewalttaten des wendischen Laienbruders Johann Kruse 1337 in einer Flucht der sächsischen Mönche nach Rostock gipfelten. Trotz dieser Schwierigkeiten entwickelte sich das Kloster gut und hatte seine Blütezeit im 15. Jahrhundert. Ein Grund für die wirtschaftlichen Erfolge war u. a. das seit 1218 bestehende Recht, innerhalb des Klosters Handwerker ansiedeln zu dürfen. Das Kloster besaß Mühlen in Güstrow, Parchim, Malchin und Gnoien und Salzpfannen in Lüneburg und Sülze. Mehrere Grangien, die von Laienbrüdern bewirtschaftet wurden, sicherten die Versorgung des Klosters mit Nahrungsmitteln und anderen landwirtschaftlichen Produkten. Zuvorderst zu nennen ist der unmittelbar am Kloster gelegene Kammerhof. Bekannt sind ferner Güter in Alt Farpen bei Blowatz oder Hof Redentin bei Krusenhagen, kurzzeitig gehörte auch Kägsdorf bei Bastorf zum Kloster Doberan. Weitere Grangien befanden sich in Hinter Bollhagen, Jennewitz, Satow, Retschow sowie Althof. Das Kloster produzierte auch Glas; es war die erste nachgewiesene Produktionsstätte für Glas in Mecklenburg vor 1268. Selbst Heringsfang mit eigenen Booten und der Handel mittels einer dazugehörigen Handelsflotte wurde betrieben.
1209 wurde von Doberan aus das (kurz nach dem Doberaner Kloster gegründete und in den Unruhen nach Pribislaws Tod 1179 verlassene) Kloster Dargun wieder besiedelt und 1258 in Pommern, im heute polnischen Pogódki bei Kościerzyna (Berent) ein Filialkloster gegründet, welches 1276 nach Pelplin verlegt wurde.
Kirchenpolitisch erlangte das Kloster eine herausragende Bedeutung, als 1402 der Doberaner Abt Johannes IV. Plate von Papst Bonifatius IX. das Recht erhielt, bischöfliche Insignien zu verwenden. Papst Martin V. berief 1430 Abt Bernhard Witte zum Kurator der Universität Rostock, die 1419 gegründet worden war.

### Äbte des Klosters
Namen und Jahreszahlen bezeichnen die nachweisbare Erwähnung als Abt.
| - 1171–1179 Konrad I. aus Amelungsborn - 1186–1210 Gottfried I. aus Amelungsborn - 1210–1218 Hugo - 1219 0000 Eilhard - 1219–1225 Matthäus - 1226–1229 Segebod I. - 1229–1243 Gottfried II. - 1243–1249 Engelbert - 1250–1252 Arnold - 1253–1257 Heinrich I. - 1258–1260 Konrad II. - 1262–1268 Werner - 1270–1276 Georg von Zerchen - 1278–1283 Segebod II. - 1283–1291 Konrad III. von Lübeck - 1291–1293 Hildeward - 1294–1299 Johann I. von Dalen - 1299 0000 Marcolf - 1301–1306 Johann II. von Elbingen - 1306 0000 Johann III. von Hildesheim - 1306–1311 Gerhard von Braunschweig | - 1312–1326 Berthold von Hildesheim - 1326–1328 Johann IV. von Höxter - 1328–1332 Johann II. von Elbingen (abgesetzt) - 1332–1337 Konrad IV. (Rücktritt) - 1337–1339 Martin - 1339–1361 Jakob - 1361–1384 Gottschalk Höppener - 1384–1389 Martin II. - 1390–1403 Johann IV. Plate - 1404–1423 Hermann Bokholt - 1424–1442 Bernhard Witte aus Wismar - 1442–1457 Johann V. Vramt - 1457–1459 Nikolaus I. - 1459–1465 Johann V. Vramt - 1465–1489 Johann VII. Wilken - 1489–1498 Franz Meyne - 1499 0000 Laurentius I. - 1501–1504 Heinrich II. Mutzel von Ratzeburg - 1506–1536 Nikolaus II. - 1541–1543 Laurentius II. Tamme - 1549–1552 Nikolaus III. Peperkorn |

### Säkularisation
Die Reformation und die Lehren Martin Luthers fanden zunehmend auch Anhänger in Mecklenburg. Die bedeutendsten Anhänger der neuen Lehre waren die beiden mecklenburgischen Herzöge Heinrich V. und Albrecht VII. Albrecht VII. wandte sich jedoch bald wieder dem Katholizismus zu, während sich sein Bruder Heinrich V. zum neuen Glauben bekannte und im Jahr 1526 dem Torgauer Bund beitrat. Der offene Konflikt zwischen den Brüdern führte am 7. Mai 1520 zu einer Teilung Mecklenburgs (Neubrandenburger Hausvertrag) in die Teile Schwerin und Güstrow. Das Kloster Doberan fiel nun in den Herrschaftsbereich Schwerins, welches Heinrich V. unterstand. Dieser berief 1521 Joachim Slüter als Reformator für Mecklenburg an die Universität Rostock. Durch Slüter bestand ein enger Kontakt nach Wittenberg. Slüter trieb die Reformation in Mecklenburg voran. Das Doberaner Kloster stand zwar unter dem Schutz des Herzogs, doch bei einer 1552 durch Johann Albrecht I. initiierten Generalvisitation wurde eine revidierte Kirchenordnung publiziert, in der die Säkularisation der Landesklöster und die Einverleibung ihrer Besitzstände in das landesherrliche Domanium geregelt war. Damit endete klösterliche Leben im Doberaner Kloster, welches erst 1530 durch Kaiser Karl V. eine Bestätigung seiner Privilegien erhalten hatte.
Am 7. März 1552 kam es zu einem Vergleich zwischen dem amtierenden Abt Nikolaus Peperkorn und dem Herzog. Der Abt bestätigte dem Herzog, dass er das Kloster und die Besitztümer „ganns freywiligk, ungezwungenn unnd ungedrungenn“ übergeben habe. Er zog mit seinen noch lebenden Mitbrüdern in das Tochterkloster Pelplin. Vermutlich kam es schon vorher zu einem Niedergang des Klosters, denn es hatte seine geistliche Vormachtstellung schon 1419 an die gerade gegründete Universität Rostock abgeben musste. In Doberan wurde ein herzogliches Amt eingerichtet und das Kloster und dessen Besitz durch den herzoglichen Hauptmann Jürgen Rathenow in Besitz genommen. Aus der Klosterkirche wurden die Reliquien entfernt und die Klosteranlagen teilweise zerstört. Herzog Ulrich von Mecklenburg-Güstrow konnte diesem Prozess Einhalt gebieten und die Klosterkirche retten. Er wollte die Kirche als Grablege des Fürstenhauses erhalten. Bald danach begann auf Veranlassung seiner Gemahlin, der Herzogin Elisabeth, eine Sanierung der Klosterkirche.

### 16. Jahrhundert bis heute
Nachdem die Baulichkeiten des Klosters die Säkularisation relativ unbeschadet überstanden hatten, wurden sie 1637 im Dreißigjährigen Krieg geplündert und beschädigt, die Klosterkirche dann als Lagerhaus benutzt. Zum Ende des Krieges wurden einige Klostergebäude abgetragen und die Ziegelsteine u. a. beim Schlossbau in Güstrow verwendet. Während der französischen Besatzung Mecklenburgs durch Napoleon von 1806 bis 1813 nahmen die verbliebenen Bauwerke weiteren Schaden, wieder wurde die Klosterkirche als Magazin genutzt. Zwischen 1883 und 1896 ist die Kirche unter Leitung von Gotthilf Ludwig Möckel restauriert und die Innengestaltung unter Beibehaltung der meisten mittelalterlichen Ausstattungsstücke in zeitgemäßen neugotischen Formen vereinheitlicht worden. Eine 1962 begonnene Restaurierung, die 1976 im Kircheninnern fortgesetzt wurde, beseitigte die durch Möckel initiierte neugotische Ausmalung.
Das Kloster Doberan war mit der Präsentation der Parkanlagen und des Klostergartens Außenstandort der Internationalen Gartenbauausstellung 2003 (IGA 2003) in Rostock.

## Gebäude und Anlagen

### Althof

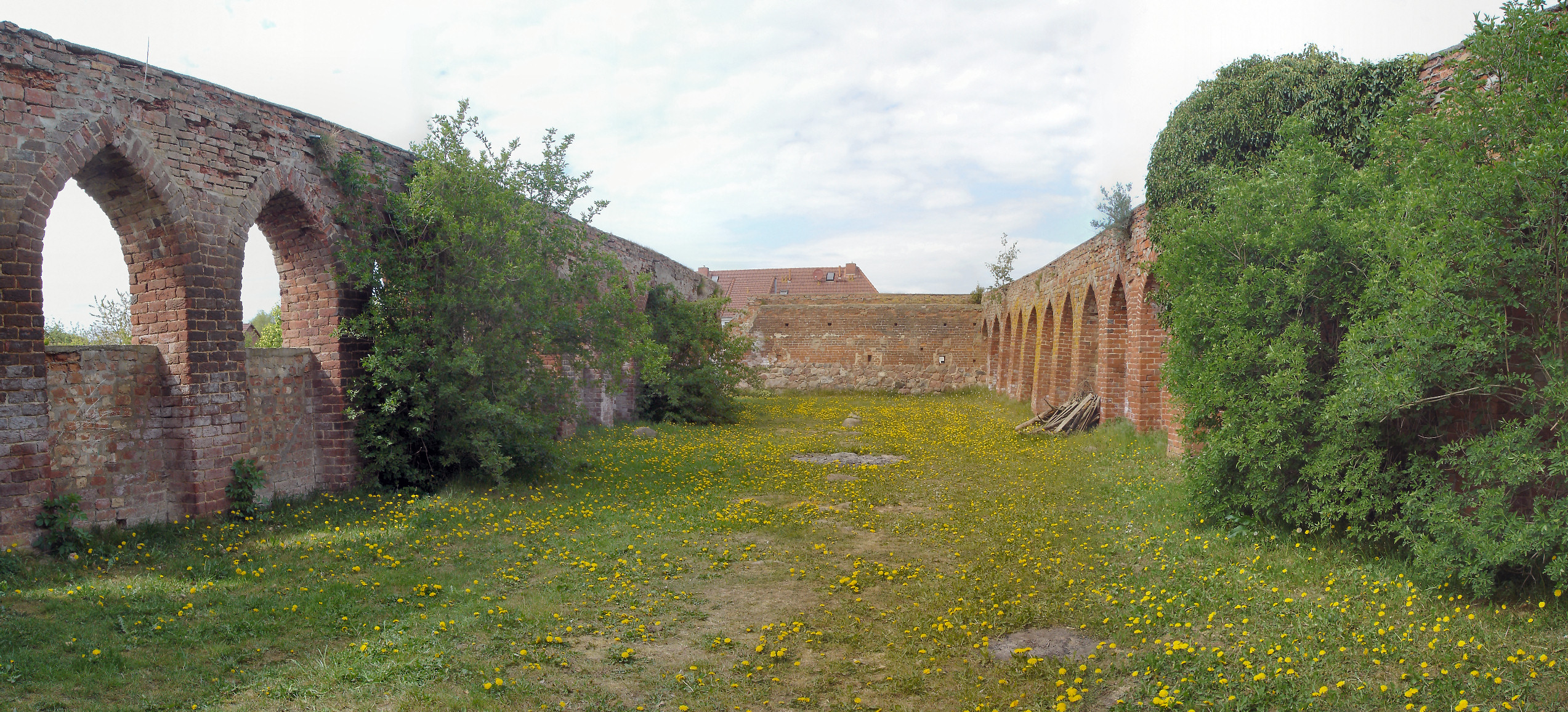
Ruine der Klosterscheune in Althof

Die Kapelle wurde im Kern vermutlich im 14. Jahrhundert wahrscheinlich über dem Grab der Ehefrau des ersten christlichen mecklenburgischen Herzogs Pribislaw errichtet. Der einschiffige, kreuzrippengewölbte Bau aus Backstein wird außen von Strebepfeilern gestützt. Der Originalzustand wurde 1886–1888 durch Möckel entscheidend verändert. Ein Turm wurde angebaut und die Giebelfassade umfassend erneuert und verändert. Der Rundbogenfries, der sich auch am Münster im Bereich des Vorgängerbaus wiederfindet, war allerdings schon vorher vorhanden. Im Fußboden finden sich Ziegelornamente. Der Altaraufsatz verwendet die Bekrönung eines Beichtstuhls aus dem 14. Jahrhundert, die vom Münster stammt.
Die Klosterscheune ist eine gotische Anlage mit einer Reihe spitzbogiger Arkaden, die bis in die Höhe von einem Meter geschlossen waren. Das Schließen der östlichen Arkaden erfolgte später. Heute ist lediglich die Außenmauer erhalten.

### Münster
Das Doberaner Münster war bis zur Mitte des 16. Jahrhunderts die Klosterkirche des Klosters. Es ist heute die Kirche der Evangelisch-Lutherischen Kirchengemeinde Bad Doberan in der Propstei Rostock im Kirchenkreis Mecklenburg der Evangelisch-Lutherischen Kirche in Norddeutschland (Nordkirche) und gehört zu den wichtigsten hochgotischen Backsteinbauten im Ostseeraum entlang der Europäischen Route der Backsteingotik.

### Beinhaus

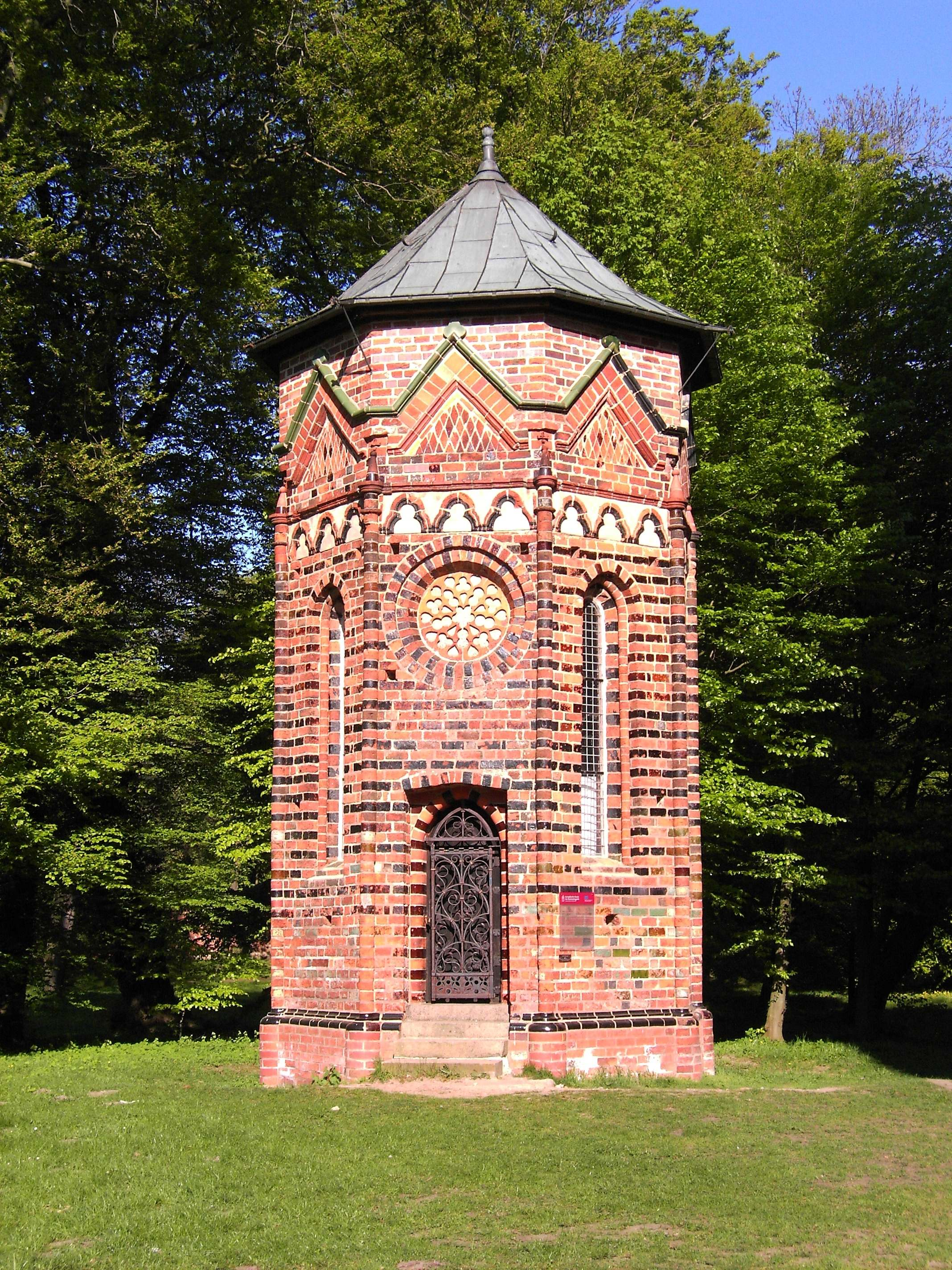
Beinhaus

Das nördlich des Münsters am ehemaligen Mönchsfriedhof gelegene frühgotische Beinhaus wurde vor 1250 gebaut, um die Gebeine der Mönche aufzunehmen, die bei erneuten Bestattungen anderer Toten auf dem Friedhof wieder ausgegraben wurden. In Österreich und Süddeutschland oft anzutreffen, bildet es im norddeutschen Raum jedoch eine Ausnahme. Der Bau ist ein Oktogon, die Wände mit glasierten und unglasierten Ziegeln im Wechsel gestaltet. Die Rundstäbe, die die Oktogonecken verzieren, erinnern stilistisch noch an die Spätromanik. Als Verzierung wurde ein Kleeblattbogenfries verwendet, über der Tür findet sich eine Blendrosette. Das Beinhaus wurde 1877 restauriert, die dabei aufgesetzte Laterne aber bei einer späteren Renovierung wieder entfernt.

### Klostermauer
Die das Kloster umschließende Ringmauer ist ca. 2,50 Meter hoch, 1,4 Kilometer lang und großteils mit den mittelalterlichen Dachziegeln Mönch und Nonne gedeckt. Sie wurde 1283 bis 1290 errichtet und in den Jahren 1963 bis 1965 restauriert. Selten ist die Umfassungsmauer eines Klosters so einheitlich ohne Ergänzungsbauten oder Wechsel des Baumaterials über die Jahrhunderte erhalten geblieben. Lediglich das östliche Tor wurde später gebaut. Ein Grund für den guten Erhaltungszustand wird in dem verwendeten, sehr harten Steinkalk vermutet, der in der Nähe von Doberan vorkommt. Im westlichen Bereich des Klosters wurde das Torhaus in der Mitte des 13. Jahrhunderts errichtet, im 15. Jahrhundert aber stark verändert.

Vier Tore gewähren Zugang zum Klostergelände und ermöglichen die Durchfahrt: Das Westtor, mit dem Pförtnerhaus und der ehemaligen Torkapelle verbunden, weist eine breitere Durchfahrt und einen schmalen Durchgang auf. Ähnlich ist das Südtor gestaltet, nur fehlt hier eine schmückende Bekrönung. Das Nordtor ist in seiner jetzigen Gestalt späteren Datums. Die breite Ostzufahrt stammt aus dem Jahr 1795. Niedrige Bögen in der Mauer dienen dem Durchfluss der Bäche.

### Wirtschaftsgebäude

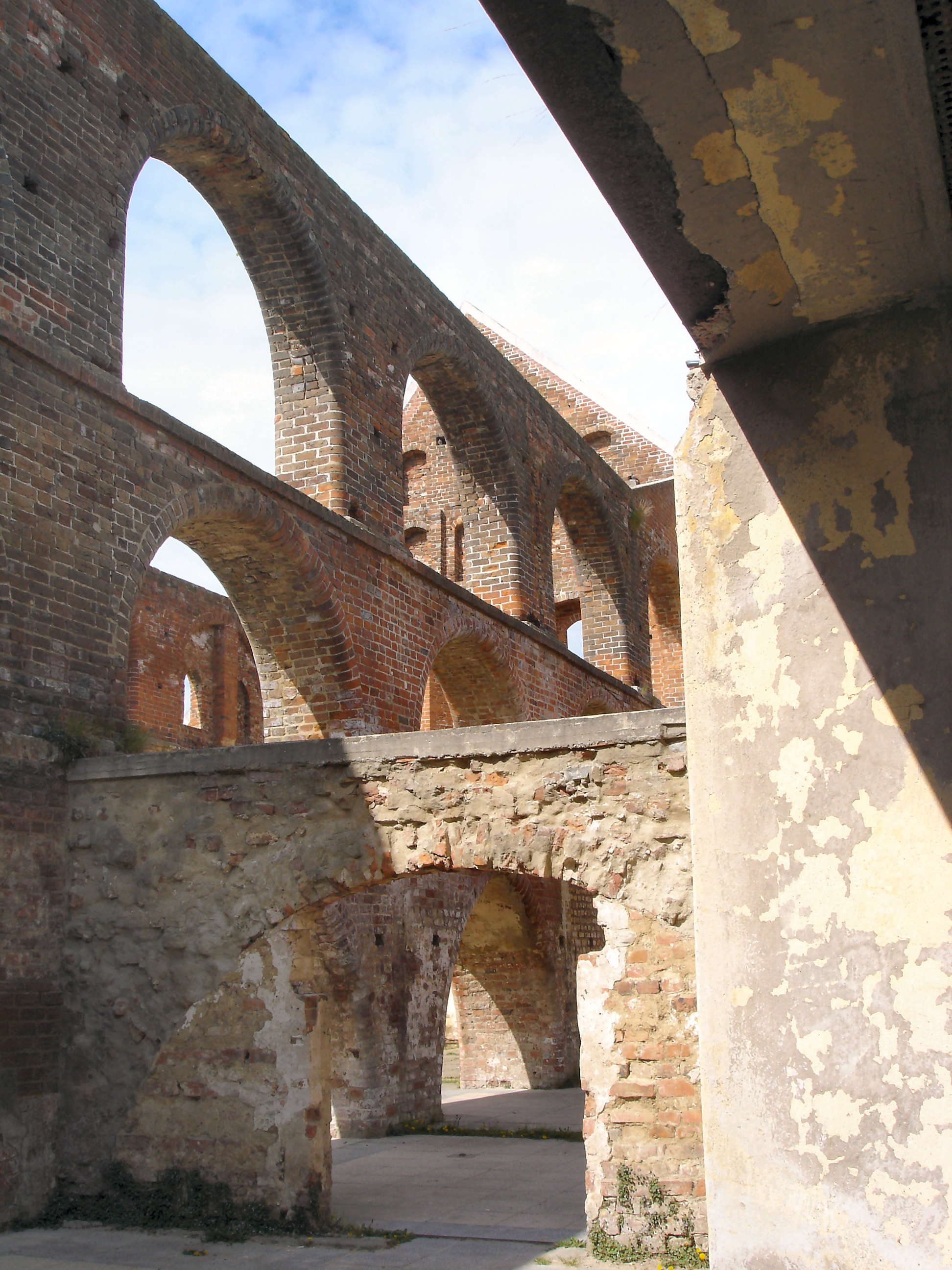
Wirtschaftsgebäude

Das Wirtschaftsgebäude war eines der wichtigsten Bauwerke des Klosters. Es wurde um 1280 errichtet, war ca. 40 Meter lang und hatte ein mächtiges Satteldach. In diesem Gebäude waren Vorratsräume, eine Mälzerei, eine Bäckerei und Brennerei (Brauerei) untergebracht. In einem westlichen Anbau arbeitete eine Wassermühle.
Das im Mühlhaus zu Deckenbalken verarbeitete Holz wurde, wie dendrochronologische Untersuchungen ergaben, 1283 gefällt. Um diese Zeit oder bald danach muss der Mühlenbau errichtet worden sein. Zur gleichen Zeit wurden nachweislich zwei weitere Mühlen in Rostock und in Plau am See erworben. Das Hauptgebäude ist in Nord-Süd-Richtung angelegt, dreischiffig mit innen drei Geschossen und einst drei weiteren Speicherböden. Das östliche Schiff war zweigeschossig, die westliche Seite eingeschossig und seit dem 19. Jahrhundert ohne Dach. Die Nord- und Südgiebel des Hauptbaues sind aufwendig gestaltet: Spitz- und Segmentbogenfenster mit Rahmenblenden, Kleeblattfriese am Fuß der Giebel gliedern und schmücken die Flächen. Westlich schließt sich das Mühlenhaus an. Sein Giebel wird durch gestaffelte Spitzbogenblenden über Kleeblattbogenfries geprägt. An der Nord- und Südwand des Mühlenhauses erkennt man die Durchlässe für den einst das Mühlrad antreibenden Mühlbach. In einem künstlich erhöhten Bett wird er von Süden herangeführt und noch heute durch das Gebäude geleitet. Seit einer Brandstiftung am 8. März 1979 ist der zuletzt als Betriebsgaststätte genutzte Bau im nördlichen Bereich eine offene Ruine. Ein Notdach schützt den Südbereich.

### Kornhaus
Das Kornhaus wurde 1270 bis 1280 errichtet und diente als Speicher für Getreide und andere Produkte, die auf sechs Lagergelassen aufbewahrt wurden. Der östliche Teil wurde im 17. Jahrhundert abgerissen und ab 1840 wurde das Kornhaus als Schule genutzt. Das Brauhaus wurde um 1290 errichtet. Es ist ein breiter Backsteinbau mit Blendengiebel, in dem ebenfalls ein Kleeblatt-Bogenfries verwendet wurde. Das Kornhaus wurde 2011 saniert. Es ist Sitz des Vereins Kornhaus e. V. und bietet kulturelle Veranstaltungen und Freizeitaktivitäten für alle Altersgruppen an.

### Wolfsscheune

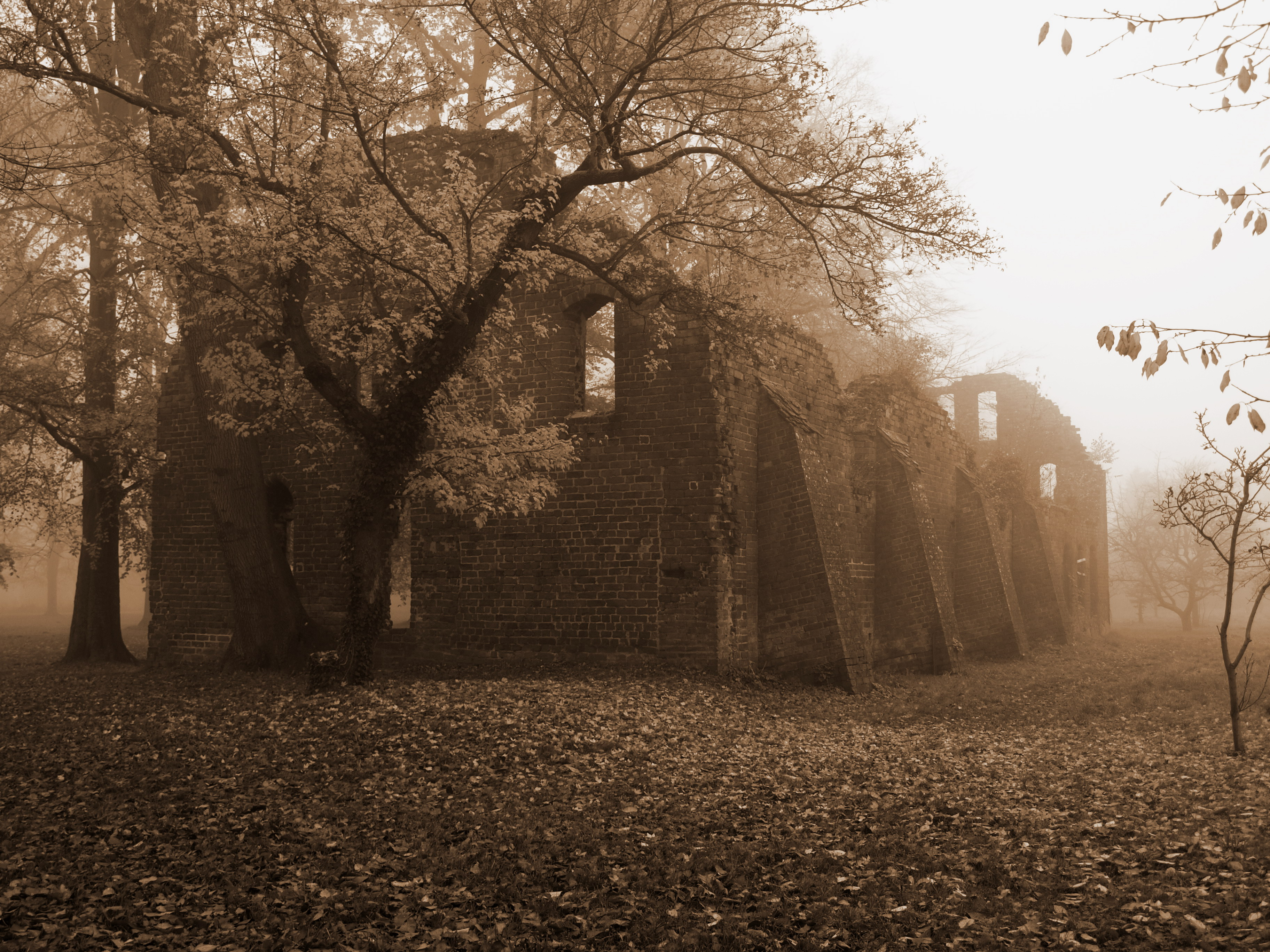
Wolfsscheune (2011)

In den Jahren 1280 bis 1290 entstand im nördlichen Teil des Klostergeländes Doberan ein zweigeschossiges Backsteingebäude mit großen Segmentbogenfenstern in den Ausmaßen von 11 mal 31,8 Meter.
Die Wollscheune wird im Volksmund als Wolfsscheune bezeichnet. Dies könnte einerseits auf die Zeit der Nutzung als Wollmanufaktur bzw. „Wollscheune“ zurückgeführt werden, andererseits könnte die Namensgebung auch mit dem unweit entfernt liegenden Wolfsberg im Zusammenhang stehen.
Die ursprüngliche Nutzung ist umstritten: Es wird vermutet, dass hier zunächst ein Vorratslager war, oder dass das Gebäude als Unterkunft für im Kloster beschäftigte Konversen genutzt wurde. Auch eine Nutzung als Haus zur Unterbringung von Kranken gilt als möglich. Nach der Auflösung des Klosters begann ab 1762 die Verwendung als Fabrik für Wollwaren mit 24 Webstühlen. Nach deren Schließung im Jahre 1767 aufgrund ihrer Unrentabilität wurde das Gebäude als Getreidescheune genutzt, bis um 1850 bei einem Sturm das Dach abgedeckt wurde und das Gebäude dem Verfall preisgegeben wurde. Aufgrund der daraus resultierenden Baufälligkeit wurde im Jahre 1768 ein Antrag auf Abriss der Wollscheune gestellt, der jedoch abgelehnt wurde.
Heute sind noch ein Großteil der nördlichen Seitenwand sowie beide Seitengiebel erhalten.

### Grabstätten

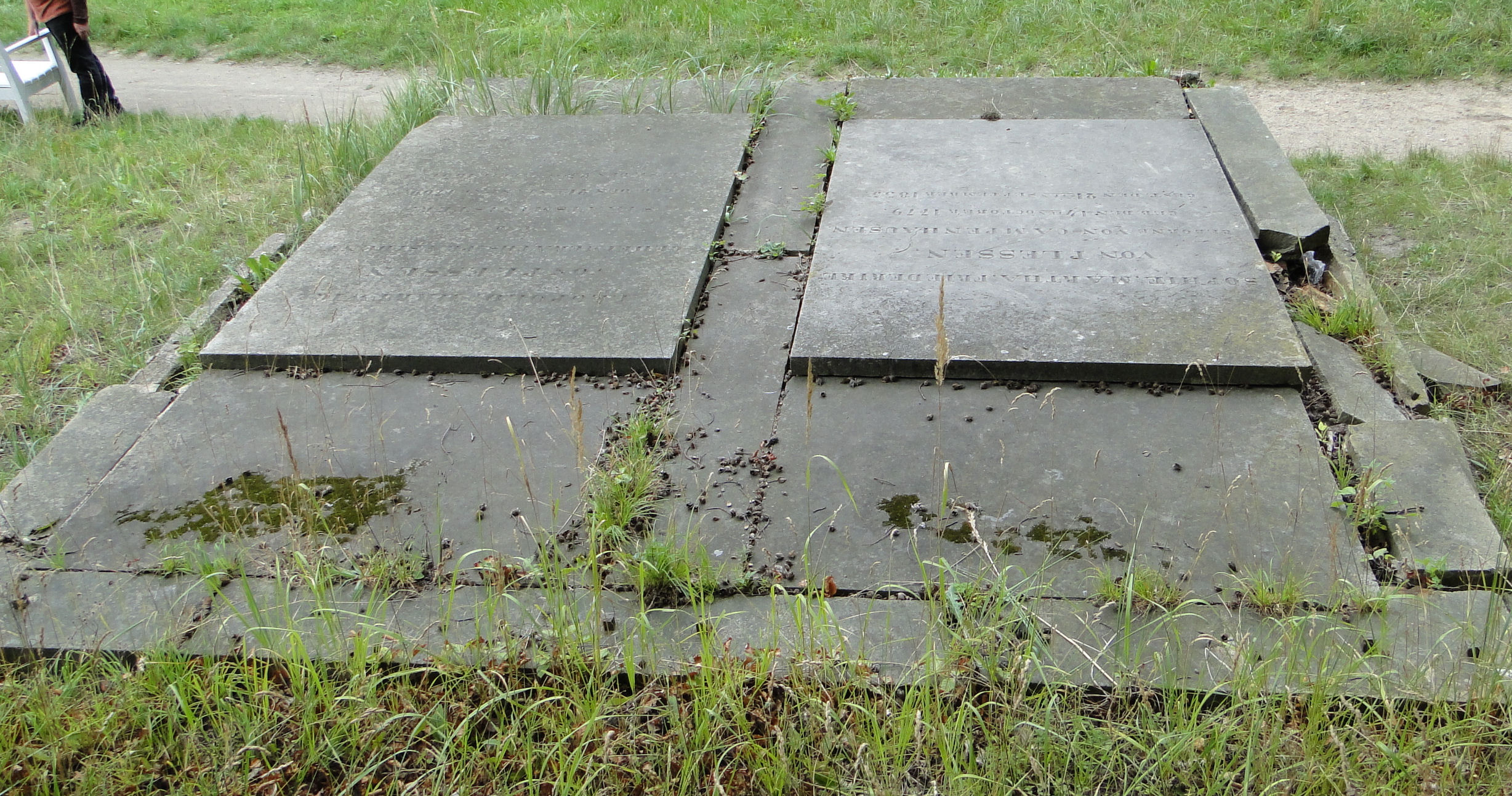
Historische Gräber aus dem frühen 19. Jahrhundert an der östlichen Klostermauer (hier das Doppelgrab Plessen)

In der Nähe der heutigen Straßenzufahrt an der östlichen Klostermauer befinden sich Grabstätten hochgestellter historischer Persönlichkeiten der mecklenburgischen Landesgeschichte. Dort befindet sich das Doppelgrab Leopold Engelke Freiherr von Plessens, des mecklenburgisch-schwerinschen Präsidenten des Ministeriums (1836) und Repräsentanten auf dem Wiener Kongress – an der Seite seiner Gemahlin Sophie, geb. von Campenhausen – sowie das Grab des Oberhofküchenmeisters des Großherzogs Gaetano Medini.

## Heute
Das fast zwei Quadratkilometer große Klostergelände ist heute unterschiedlich angelegt. Der nördliche Bereich ist ein Landschaftspark. Er wird von Bachläufen, Teichen und alten Bäumen geprägt. Dieser Park wurde 1793 vom Ludwigsluster Hofgärtner Johann Friedrich Schweer als Englischer Garten gestaltet.
Die 1,4 Kilometer lange Klostermauer ist auch heute noch gut erhalten. Südlich des Münsters sind von den Wirtschaftsgebäuden der vordere Teil des Kornhauses und die Ruine des Wirtschaftsgebäudes erhalten. Die nördlich des Münsters gelegene Wolfsscheune ist heute eine Ruine, das auf dem Mönchsfriedhof gelegene Beinhaus ist gut erhalten.
Von den Klausurbauten, den Schlaf-, Aufenthalts- und Arbeitsräumen sowie dem Kreuzgang ist außer einem Mauerrest des Kreuzgangs links vom heutigen Haupteingang des Münsters nichts mehr erhalten.
Der Verein der Freunde und Förderer des Klosters Doberan e. V. wurde 1998 mit dem Ziel gegründet, „Veranstaltungen durchzuführen, eine ständige Ausstellung zu errichten und zu betreiben, den baulichen Erhalt und die weitere Wiederherstellung der Klosteranlage zu fördern, die weitere Entwicklung im Klosterbereich im Sinne der Zisterzienser unter Berücksichtigung der heutigen Zeitumstände zu beeinflussen und zur Realisierung der Vorhaben des Vereins Spenden und Fördermittel einzuwerben.“
Zahlreiche Touristen besuchen die Klosteranlage.